# Benedetto Cairoli
Benedetto Cairoli (ur. 28 stycznia 1825 w Pawii, zm. 8 sierpnia 1889 w Capodimonte k. Neapolu) – włoski polityk, trzykrotny premier (1878, 1879 i 1880-1881), dwukrotny minister spraw zagranicznych (1879 i 1880-1881).

## Życiorys
W młodości związał się z ruchem neogwelfów, należał do organizacji Młode Włochy, 1848 walczył ochotniczo w wojnie z Austrią. Działał w ruchu risorgimento, po zamieszkach w Mediolanie 1853 udał się do Szwajcarii, a 1854 wyemigrował do Piemontu, gdzie poznał Garibaldiego. W 1860 brał udział w wyprawie tysiąca na Sycylię, 1861 został deputowanym do włoskiego parlamentu jako jeden z głównych przedstawicieli umiarkowanej lewicy - był związany z Garibaldim, a jednocześnie deklarował lojalność wobec dynastii sabaudzkiej. W 1866 ochotniczo walczył w wojnie prusko-austriackiej, 1878 pełnił urząd premiera, następnie w 1879 i 1880-1881 jednocześnie premiera i ministra spraw zagranicznych. Podjął decyzję o niemieszaniu się Włoch do polityki kolonialnej mocarstw europejskich w Afryce, co wraz z brakiem reakcji na akcję zbrojną Francji w Tunisie spowodowało upadek jego rządu.
W walce o niepodległość Włoch walczyli i zginęli jego czterej bracia: Ernesto, Luigi, Enrico i Giovanni.